# Comté de Butte (Dakota du Sud)
Pour les articles homonymes, voir Comté de Butte.
Le comté de Butte est un comté situé dans l'État du Dakota du Sud, aux États-Unis. En 2010, sa population est de 10 110 habitants. Son siège est Belle Fourche.

## Histoire
Créé en 1881, le comté doit son nom aux nombreuses buttes de la région.

## Villes du comté

### Municipalités
- Cities : 
  - Belle Fourche
  - Newell

- Towns :
  - Fruitdale
  - Nisland

### Census-designated places
- Minnesela
- Vale

## Démographie
Selon l'American Community Survey, en 2010, 96,56 % de la population âgée de plus de 5 ans déclare parler l'anglais à la maison, 1,94 % l'espagnol et 1,50 % une autre langue.
| 1890  | 1900  | 1910  | 1920  | 1930  | 1940  |
| ----- | ----- | ----- | ----- | ----- | ----- |
| 1 037 | 2 907 | 4 993 | 6 819 | 8 589 | 8 004 |

| 1950  | 1960  | 1970  | 1980  | 1990  | 2000  |
| ----- | ----- | ----- | ----- | ----- | ----- |
| 8 161 | 8 592 | 7 825 | 8 372 | 7 914 | 9 094 |

| 2010   | - | - | - | - | - |
| ------ | - | - | - | - | - |
| 10 110 | - | - | - | - | - |